# Émile Dusart
Émile Louis François Dusart (* 2. August 1896 in Roubaix; † 6. Januar 1918 in Sainte-Menehould) war ein französischer Fußballspieler.

## Karriere
Émile Dusart spielte während seiner gesamten Karriere beim RC Roubaix, einem der vor dem Ersten Weltkrieg erfolgreichsten Vereine Frankreichs, der zwischen 1902 und 1908 fünf Landesmeistertitel der USFSA – damals der größte der konkurrierenden Fußballverbände – gewann. Allerdings kam Dusart in keinem der Meisterschaftsendspiele zum Einsatz.
Am 31. Mai 1914 wurde er zum ersten und letzten Mal als Abwehrspieler in die französische Fußballnationalmannschaft berufen, als die Équipe de France in einem Freundschaftsspiel die ungarische Nationalelf mit 5:1 besiegte.
Während des Ersten Weltkriegs wurde Dusart in Saint-Cyr eingezogen und war Leutnant des 365. Infanterieregiment. Am 6. Januar 1918 verstarb er im Krankenwagen, der ihn nach einer Kampfverletzung, die er sich am 2. Januar zugezogen hatte, ins Krankenhaus brachte.